# 千種掃雲
千種 掃雲（ちぐさ そううん、1873年（明治6年）7月16日 - 1944年（昭和19年）10月16日）は、京都で活動した日本画家。竹内栖鳳に日本画を、浅井忠に洋画を学び、西洋の技法を取り入れて日本画の革新を図った。

## 経歴
京都市の格式高い、恵まれた家に生まれる。本名、顕男（あきお）。15歳の時から玄関子として神戸市長宅で住み込みで働いていたところ、絵の才能を見いだされ、外国人向けの絵を描く仕事に就くよう勧められる。神戸で輸出美術品の制作に携わっていた貿易画家・茨木翠岳に弟子入り。古画を独学で研究したのち、本格的に絵を学ぶため、1895年（明治28年）竹内栖鳳の竹杖会に入り「掃雲」と号す。1897年（明治30年）、第1回全国絵画共進会で二等褒状を受け、以後、後素青年会や内国勧業博覧会などで受賞を重ねる。
順調に日本画家としての地歩を固めていくなか、栖鳳塾で聞いた徳永鶴泉による英国の美学者ジョン・ラスキンの『近代画家論』の講義に影響を受け、日本画の革新を企図して洋画を学ぶことを決意。師を二晩かけて説得し、竹杖会在籍のまま、1903年（明治36年）浅井忠の指導する聖護院洋画研究所に入所する。後身の関西美術院では幹事となった。
1906年（明治39年）、日本画への洋画技法の導入を目指して「丙午画会」を結成。写実性を取り入れるだけでなく、従来の日本画家が取材しなかった労働者の日常を主題に据えた作品を発表した。1912年（明治45年または大正元年）の解散まで、同会展を中心に活躍。一方、その革新的な作風が官展では認められるところが少なく、その名や作品が長く忘れられる原因ともなった。
京都府立第二高等女学校（現・京都府立朱雀高等学校）や京都高等工芸学校で教鞭を執り、美術教育家としても活動した。
1918年（大正7年）ごろ、自らが後醍醐天皇側近であった千種忠顕の直系の子孫であると突き止めて以降は、忠顕顕彰事業に精力を傾けた。1921年（大正10年）には比叡山腹に千種忠顕の記念碑を建立し、1934年（昭和9年）に小冊子の略伝を出版した。1944年（昭和19年）、72歳で死去。